# Ленинский район (Ижевск)
Ленинский район (удм. Ленин ёрос)  — один из пяти внутригородских районов Ижевска.

## Географическое положение
Район расположен в западной части города и его восточная граница проходит по берегу Ижевского пруда и реке Иж. В настоящее время на территории района, составляющей 130 км², проживает 122 883 человек.

## История
Ленинский район расположен в юго-западной части города, по правому побережью реки Иж. Территория Зареки, нынешнего Ленинского района, входила в Ждановский район, образованный в 1934 году.
Как административная единица Ленинский район был образован Указом Президиума Верховного Совета РСФСР 23 мая 1962 года, но история района началась задолго до этого, а именно, в середине XVIII века, когда по указу императрицы Елизаветы Петровны в апреле 1760 года на берегах реки Иж началось строительство производственных помещений железоделательного завода и плотины через неё. Эта плотина городского пруда положила начало двум крупнейшим заводам «Ижмаш» и «Ижсталь». На ней установлен памятник основателю Ижевского оружейного завода Андрею Фёдоровичу Дерябину.
С момента начала строительства завода плотина связала и два основных посёлка будущего города — Зареку и Малиновую Гору. Но именно с Зареки начинается история Ленинского района.
С самого основания завода за рекой Иж стали селиться приезжие люди. Уже на первом плане заводского посёлка, датированном 1764 годом, обозначены семь домов. От них и начала развиваться Зарека — через полвека в ней насчитывалось уже шесть улиц. Перейдя из горного ведомства в военное, заводской посёлок приобрёл соответственно и военные черты, о чём могут свидетельствовать сохранившиеся названия улиц Зареки: Четырнадцатая, Пятнадцатая, Шестнадцатая, Семнадцатая — такой же принцип в названиях улиц существовал и в Нагорной части, а впоследствии и в Колтоме. Значимость Зареки подчёркивает и деление в 1812 году посёлка Ижевский завод на три части, одной из которых была Заречная. После отмены крепостного права ижевцы приобрели статус сельских обывателей, работавших на заводе. Тогда же и возникли Нагорная и Заречная волости, повторив прежнее деление на Гору и Зареку. Зареченские обитатели это не инженеры, не офицеры или мастеровые, а простые рабочие. Да и сам район для проживания считался непрестижным: места здесь были низкие и болотистые, постоянная влажность, и вследствие этого частые болезни и более высокая смертность. Это же и отметил священник В. Успенский: «…Жители Заречной части завода много беднее нагорных. Некоторые из них, достигши некоторого достатка, стараются перебраться на Гору».
Родом из Заречной волости были многие славные жители Ижевского посёлка. Так, самый известный ижевский фабрикант Иван Фёдорович Петров тоже зареченский. Ижевск издавна известен был своею веротерпимостью, поэтому в Зареке мирно сосуществовали христианство и ислам. В 1859 году на бывшей Казанской (ныне Азина) улице по проекту заводского архитектора И. Т. Коковихина была построена Никольская церковь, уничтоженная в 1932 году.
7 мая 1911 года была произведена торжественная закладка Успенской церкви, построенной в основном на деньги прихожан и ижевского фабриканта И. Ф. Петрова и до сих пор стоящей в Пятнадцатой заречной улице. Уникальное по многим параметрам здание — Успенская церковь. Это единственный памятник дореволюционного зодчества, косвенно напоминающий о главном шедевре архитектора И. А. Чарушина — несохранившемся Михайловском соборе.
Первая мечеть в Ижевске появилась в 1856 году на Четвёртой улице татарской слободы. Здесь же находилось и мусульманское кладбище. Мечеть являлась духовным и образовательным центром для проживающих в Зареке татар. В 1930 году мечеть была переведена на её нынешнее местонахождение — улицу Азина. В 1997 году рядом со старым зданием было построено просторное здание новой мечети.
Прочно закрепились неофициальные исторически сложившиеся названия улиц и микрорайонов — Угольные ворота и Малиновая Гора, изобретательные горожане придумали Татарбазар, о недавнем социалистическом строительстве напомнят Рабочий посёлок, городок Строителей, посёлок Машиностроителей, совсем недавно появилось Заречное шоссе. Ленинский район имеет богатое революционное и боевое прошлое. Многие улицы Ленинского района названы именами легендарных людей: Дерябина, Азина, Чкалова, Гагарина, Оружейника Драгунова, В. Зайцева, Мусы Джалиля, Кузебая Герда.
- Парк Оружейника Драгунова
- Вид на Успенскую церковь, промплощадку и пруд
- 14-я улица
- 15-я улица
- Здание вокзала станции Ижевск
- Ижсталь
- Плотина Ижевского завода
- ТЭЦ-1

## Население
| 1970     | 1979     | 1989     | 2002     | 2009     | 2010     | 2012     |
| -------- | -------- | -------- | -------- | -------- | -------- | -------- |
| 111 033  | ↘103 584 | ↘102 760 | ↗115 222 | ↘110 094 | ↗121 773 | ↗121 997 |
| 2013     | 2014     | 2015     | 2016     | 2017     | 2018     | 2019     |
| ↗122 883 | ↗123 851 | ↗124 653 | ↗125 534 | ↗126 023 | ↗126 986 | ↗127 196 |
| 2020     | 2021     |          |          |          |          |          |
| ↗127 826 | ↘119 927 |          |          |          |          |          |

## Жилые микрорайоны
| Жилой район     | Примечание |
| --------------- | --- |
| Берёзово        | |
| Бригада Самолёт | |
| Вараксино       | |
| Воложка         | |
| Выемка          | |
| Липовая роща    | |
| Малиновая Гора  | |
| Машиностроитель | |
| Нагорный        | |
| Новые Парники   | |
| Пирогово        | |
| Полигон         | |
| Привокзальный   | Состоит из 8-ми микрорайонов. Назван по близкому расположению к вокзалу.                                                             |
| Радужный        | |
| Строитель       | |
| Трудовая Пчела  | |
| Шунды           | |
| Юго-Западный    | Проектируемый Александровский жилой район, предусматривающий строительство новых многоэтажных домов, на месте малоэтажной застройки. |

## Образование
В Ленинском районе насчитывается 28 образовательных учреждений, среди которых 2 вечерние школы, интернат для детей-сирот, 2 учреждения VII и VIII вида (СКОУ № 23, школа-интернат № 4) и 7 учреждений дополнительного образования детей.

## Экономика

### Промышленные предприятия
На территории района находится 4585 предприятия (46 крупных, 86 средних и 4453 малых предприятий), Самыми крупными предприятиями являются ОАО «Ижмаш», ОАО «Ижсталь», ТЭЦ-1, завод керамических материалов, завод ячеистого бетона, завод минерально-фруктовых вод.

### Торговля и сфера услуг
На территории Ленинского района расположено свыше 550 предприятий сферы услуг и торговли.

## Транспорт
- Трамвай.

Улица Гагарина № 1, 3, 9, 12.

Улицы Колхозная — Братская — Автономная № 5.
- Троллейбус.

Улицы Новоажимова — Клубная — Олега Кошевого — Баранова — посёлок Машиностроителей № 9, 10, 14.

Улица Кузебая Герда № 14.
- Автобус.

Проезд Дерябина № 8, 10, 12, 15, 34;

Улицы Новоажимова № 8, 8к, 9, 11, 21, 26, 27, 34, 36, 45, 50, 53;

Улица Клубная № 8, 8к, 21, 26, 27, 34, 45, 50, 53;

Новошестнадцатая улица — 15-я улица — Заречное шоссе — Шабердинский тракт № 8, 8к, 21, 34;

Новостроительная улица № 26;

Улица Кузебая Герда № 27, 50;

Улицы Олега Кошевого — Баранова — посёлок Машиностроителей № 45, 53;

Улица Живсовхоз № 53;

Улица Азина № 9, 11, 21, 36, 73;

Улица Кирпичная № 73;

Улица Тракторная № 9;

Улица Областная № 7, 21;

Улица Гагарина № 21, 22, 25, 36, 49, 71;

Улица Маяковского № 2, 6, 41, 71;

Улица Московская № 71.